# Chlamydogobius
Chlamydogobius es un género de peces de la familia de los Gobiidae en el orden de los Perciformes.

## Descripción
Son capaces de cambiar sus colores para camuflarse con el entorno. 

## Hábitat
Pueden vivir en aguas con una amplia gama de temperaturas (entre 3 °C y 43 °C), pH (entre 6,8 y 9), salinidad (hasta un 60 %) y niveles de oxígeno extremadamente bajos (a menudo por debajo de 5 miligramos de oxígeno por litro de agua). 

## Costumbres
Dado el bajo nivel de oxígeno de sus hábitats, tienen la costumbre de colocarse encima de las camas de algas para capturar el oxígeno que producen. 

## Estado de conservación
Las actividades humanas han reducido a menudo la presión de los acuíferos que alimentan las fuentes termales de Australia donde viven, lo que ha producido que algunas especies estén en peligro de extinción.

## Especies
- Chlamydogobius eremius (Zietz, 1896)
- Chlamydogobius gloveri (Larson, 1995)
- Chlamydogobius japalpa (Larson, 1995)
- Chlamydogobius micropterus (Larson, 1995)
- Chlamydogobius ranunculus (Larson, 1995)
- Chlamydogobius squamigenus (Larson, 1995